# Little Caesar & the Romans
Little Caesar & the Romans was een Amerikaanse r&b-zanggroep uit Los Angeles.

## Bezetting
- Carl Burnett (leadzang)
- David 'Caesar' Johnson[5] (bariton)
- Johnny O'Simmons (tenor)
- Early Harris (tenor)
- Leroy Sanders (bas)

## Geschiedenis
De groep (zonder Little Caesar) begon op te nemen in 1959 als The Cubans, maar wijzigden hun naam in The Upfronts na de Invasie in de Varkensbaai. Ze hadden drie hits, maar de eerste en grootste was de nostalgische melodie Those Oldies but Goodies (Remind Me of You) uit 1961 (#9, pophitlijst; #28, r&b-hitlijst). Deze werd geschreven door Nick Curinga en Paul Politi. Charles Wright, de bekende leider van Charles Wright and his Watts 103rd Street Rhythm Band, was toentertijd A&R-directeur bij Del-Fi Records. Wright speelde piano en bas bij de oorspronkelijke hitopname van Those Oldies But Goodies (Reminds Me of You). De opvolger was Hully Gully Again (#54), daarna kwam Memories of Those Oldies but Goodies (#101). Ze brachten ook een volledig album uit bij Del-Fi Records.
David Johnson zat een langdurige gevangenisstraf uit kort na Hully Gully Again. Toen hij de gevangenis verliet, herformeerde hij de groep Little Caesar & the Romans. Ze werkten kort midden jaren 1970 en traden op in 'Art Laboe's Club' op de Sunset Strip. Zangeres Rickie Lee Jones was achtergrondzangeres bij deze show.
Bij de liveacts van de groep werden soms toga's gebruikt op het podium en bij Dick Clarks American Bandstand-tv-show. De band werd in 1962 ontbonden, doch deels door een meningsverschil tussen leadzanger Carl (Little Caesar) Burnett en lid David Johnson als wie Little Caesar zou worden genoemd.

## Discografie
- 1961: Those Oldies But Goodies (Remind Me of You) / She Don't Wanna Dance
- 1961: Hully Gully Again / Frankie & Johnny
- 1961: Memories of Those Oldies But Goodies / Fever
- 1961: CC Rider / The Ten Commandments of Love
- 1962: Popeye Once More Time / Yoyo Yo Yoyo

### Albums
- 1961:	Memories of Those Oldies But Goodies (Del-Fi Records)